# 阿盧克斯內市鎮
阿盧克斯內市鎮是拉脫維亞的市镇，位於該國東北部，行政中心为阿盧克斯內。市镇面積为1,697.58平方公里，人口数量为13,861人（2021年）。
阿盧克斯內市鎮设立于2009年。